# La Chapelle-aux-Choux
La Chapelle-aux-Choux – miejscowość i gmina we Francji, w regionie Kraj Loary, w departamencie Sarthe.
Według danych na rok 1990 gminę zamieszkiwały 294 osoby, a gęstość zaludnienia wynosiła 20 osób/km² (wśród 1504 gmin Kraju Loary La Chapelle-aux-Choux plasuje się na 988. miejscu pod względem liczby ludności, natomiast pod względem powierzchni na miejscu 792.).